# Бейсагуров, Акбар Магометович
Акбар Магометович Бейсагуров (род. 26 сентября 1996, Малгобекский район, Ингушетия) — российский дзюдоист, победитель первенства России среди юниоров, чемпион России 2016 года, обладатель Кубка России 2016 года, член сборной команды России по дзюдо. Студент факультета пожарной безопасности Донского государственного технического университета. Мастер спорта России. Выступал в полулёгкой (до 66 кг) и лёгкой (до 73 кг) весовых категориях.

## Спортивные результаты
- Первенство России по дзюдо среди юниоров 2015 года — ;
- Первенство России по дзюдо среди юниоров 2016 года — ;
- Чемпионат России по дзюдо 2016 года — [2];
- Кубок России по дзюдо 2016 года — [3];
- Кубок губернатора Самарской области — [4].